# KDV集團
KDV集團（КДВ-групп）是俄羅斯的食品製造商，成立於1994年，專門生產零食、糖果、醬料等產品。主要辦公室位於托木斯克。在《富比士》2019年俄羅斯最大私人企業排名中，該公司排名第77名。